# Милюш, Бранко
Бранко Милюш (хорв. Branko Miljuš; 17 мая 1960, Книне) — югославский хорватский футболист, защитник.

## Карьера

### Клубная
Футболом начал заниматься в составе команды «Устаник» из города Срб, войдя в основной состав клуба в возрасте 14 лет. Играл ранее на позиции полузащитника, часто на флангах. В возрасте 15 лет поступил в академию сплитского «Хайдука», в молодёжной команде выиграл множество трофеев. В основном составе клуба дебютировал в 1980 году. 1981 год провёл на правах аренды в команде Второй лиги «Солин», после шести месяцев выступлений вернулся в основной состав сплитского клуба. Был незаменимым игроком основы, в некоторых матчах был капитаном команды. Всего провёл 357 матчей (из них 175 в чемпионате Югославии) и забил два гола (оба в регулярном первенстве). Выигрывал Кубки Югославии 1984 и 1987 годов. В 1988 году уехал в Испанию, где играл за «Реал Вальядолид». В 1991 году он перебрался в португальскую команду «Витория» из Сетубала, которая только-только выбыла из Первой лиги Португалии, однако он провёл в команде ещё один сезон и в 1992 году завершил игровую карьеру.

### В сборной
В сборной дебютировал 2 июня 1984 в товарищеском матче в Лиссабоне против сборной Португалии. Участвовал в чемпионате Европы 1984 года (сыграл там два матча) и в Олимпийских играх 1984 года в Лос-Анджелесе (завоевал там бронзовую медаль). 27 апреля 1988 провёл последнюю игру за сборную против Ирландии. Всего сыграл 14 встреч.